# Louis D. Astorino
Louis D. Astorino (nascido em 1948) é um arquiteto de Pittsburgh, Pensilvânia, e o primeiro arquiteto americano a projetar um edifício no Vaticano.

## Biografia
Astorino nasceu em Pittsburgh numa família de origem mista italiana e sérvia. Filho de Luis Astorino e Ana Karlo (Karajlović), de origem sérvia, filha de Samojil e Stana Batalo Karajlović. O seus primos sérvios influenciaram a educação e a escolha de carreira de Astorino. Recebeu o título de bacharel pela Penn State College of Arts and Architecture em 1969. Em 1972, fundou a sua própria empresa, LD Astorino & Associates. Mais tarde, foi denominado Astorino. Tem um irmão, Dennis, e o seu tio é Milan M. Karlo, fotógrafo e editor da primeira revista sérvia na América, a American Srbobran. Dennis é conhecido como um doador da Igreja Ortodoxa Sérvia na América.
Astorino foi apresentado ao cenário internacional em 1996, quando o fundador da Gateway Clipper Fleet, John E. Connelly, o apresentou como possível arquiteto para a Domus Sanctae Marthae que o Papa João Paulo II queria construir para abrigar cardeais durante a seleção de papas. Connelly estava se oferecendo para financiar o projeto. O projeto de Astorino foi rejeitado, mas ele foi mantido como arquiteto supervisor. Mais tarde, ele projetou a Capela do Espírito Santo adjacente. A empresa de Astorino projetou o novo Hospital Infantil de Pittsburgh, concluído em 2009 a um custo de US$ 622 milhões.

## Projetos
- Domus Sanctae Marthae, Vaticano (arquiteto supervisor)
- Capela do Espírito Santo, Vaticano (arquiteto registrado)
- Condomínio Trimont, Pittsburgh
- Fallingwater, Mill Run, Pensilvânia (restauração)
- PNC Park, arquiteto de Pittsburgh registrado na HOK Sport
- McKechnie Field, Bradenton, Flórida (renovação de 1993)
- Centro de transplante do Centro Médico da Universidade de Pittsburgh em Palermo, Itália
- Hospital Infantil UPMC de Pittsburgh, Pittsburgh
- Três PNC Plaza
- Monumento de homenagem a Fred Rogers às crianças em Pittsburgh[8]
- Campo de Gás Natural de Peoples
- Complexo de Desempenho Esportivo UPMC